# Синицын, Леонид Петрович
Леони́д Петро́вич Сини́цын (9 марта 1938, Чита — 6 февраля 2017, там же) — советский и российский тренер по боксу. Тренер детско-юношеского спортивного клуба «Боевые перчатки», воспитал плеяду титулованных боксёров, в том числе мастеров спорта международного класса Сергея Василенко и Семёна Гривачёва. Заслуженный тренер России (2002). Заслуженный работник физической культуры и спорта Читинской области (1999).

## Биография
Леонид Синицын родился 9 марта 1938 года в городе Чита Забайкальского края.
Начиная с 1968 года являлся инструктором Читинского горкома ВЛКСМ. Занимал должность председателя комиссии по делам несовершеннолетних, осуществлял воспитательную деятельность детей и подростков через занятия спортом, в частности организовал и возглавил детско-юношеский спортивный клуб «Боевые перчатки», где более тридцати лет занимался подготовкой начинающих боксёров.
В 1976 году окончил Читинский государственный педагогический институт, где обучался на факультете физического воспитания.
За долгие годы тренерской работы подготовил многих талантливых спортсменов, добившихся успеха на всесоюзном и международном уровне. Одни из самых известных его воспитанников — мастера спорта международного класса Сергей Василенко, чемпион СССР, серебряный и бронзовый призёр советских национальных первенств, победитель и призёр ряда крупных международных турниров, Семён Гривачёв, призёр чемпионатов России, интерконтинентальный чемпион WBA. Также в разное время его учениками были мастера спорта Дмитрий Антипин («Антип-Старший»), С. Асламов, Александр Замякин, В. Зуев, И. Королёв, А. Кузьмин, Игорь Мельничук («Красный»), Александр Перминов, Дмитрий Савин, С. Сарибекян, Владимир Титов и др.
За выдающиеся достижения на тренерском поприще в 2002 году Леонид Синицын был удостоен почётного звания «Заслуженный тренер России».
Заслуженный работник физической культуры и спорта Читинской области (1999).
Умер 6 февраля 2017 года в Чите в возрасте 78 лет.